# 德国足球东北高级联赛
东北足球高级联赛（德語：Fußball-Oberliga Nordost）又称东北足协高级联赛（NOFV-Oberliga），是德国足球的一项赛事。它在两德统一后继承了原东德足球高级联赛，因而成为新联邦州范围内的最高级别赛事。自1991年起，它位处德国足球联赛系统中的第三级；自1994年起又成为第四级别的高级联赛；而自2008年起，东北高级联赛已滑落至第五级别。其称谓得名于主办方东北德足球协会，这是德国足球总会下属的一个地区性协会。
东北高级联赛会分成两个各包含有16支球队的赛区作赛，其中的球队会根据其所处的区域为基础被分配至北区或南区。除了少数例外，北区通常是由柏林州、勃兰登堡州和梅克伦堡-前波美拉尼亚州的球队组成，而组成南区的则是来自萨克森州、萨克森-安哈尔特州和图林根州的球队。

## 历史

### 1990－1991年：末代东德超级联赛
东北足协高级联赛是在东德足球协会加入德国足球总会后，作为东德足球超级联赛的继任赛事而成立，并且仅在1990-91赛季作为前民主德国领土内的最高级别联赛存在。当季冠军是汉莎罗斯托克，亚军为德累斯顿迪纳摩。两者都获得参加1991-92赛季德国足球甲级联赛的资格，汉莎罗斯托克更是同时获得了1991-92赛季欧洲冠军杯的参赛权。红白埃尔福特和哈勒则入围1991-92赛季欧洲联盟杯，并连同开姆尼茨和卡尔蔡司耶拿一起进入德国足球乙级联赛。此外，莱比锡火车头和勃兰登堡钢铁也通过附加赛升入乙级联赛，而所有其它球队则继续参加自1991-92赛季起降格为第三级赛事的东北足协高级联赛。

### 1991－1994年：第三级联赛
在1991-92赛季至1993-94赛季期间，东北足协高级联赛位处德国足球联赛系统中的第三级，并由北、中、南三个赛区所组成。每个赛季的分区优胜者需与另外七个高级联赛的冠军参加升级附加赛，以争夺升入乙级联赛的资格。每个分区排名最末的两支球队则需降入各自所属的州级联赛。柏林联盟连续三届夺得中区冠军，但前两次参加升级附加赛均告失败，第三次则是未能获颁牌照而被拒绝升级。茨维考是1991-92赛季和1993-94赛季的南区冠军，其中直到第二次参加附加赛方获升级，同样能够升级还有1992-93赛季的北区冠军柏林普鲁士网球。其余的分区冠军都因为附加赛落败或未能获颁牌照而无缘升级。
| 赛季     | 北区           | 中区        | 南区            |
| -------- | -------------- | ----------- | --------------- |
| 分区冠军 |                |             |                 |
| 1991-92  | 柏林FC         | 柏林联盟    | 茨维考          |
| 1992-93  | 柏林普鲁士网球 | 柏林联盟 *  | 萨克森莱比锡 ** |
| 1993-94  | 勃兰登堡钢铁   | 柏林联盟 ** | 茨维考          |

* 竞赛成绩满足升级条件，但无法获得参赛牌照

** 无法获得参赛牌照，因而由附加赛亚军替代升级

### 1994－2008年：第四级联赛
随着地区联赛在1994年被重新引入，东北足协高级联赛自1994-95赛季起成为第四级赛事，并与另外7个高级联赛组成业余性质的第二级赛事。北区和南区的冠军在前五个赛季可以直接升入第三级的地区联赛，中区则被撤销。由于地区联赛的赛区数量在1999年由4个减少为2个，使得1998-99赛季不设升级名额，自1999-00赛季起，仅设一个升级名额由两个赛区的冠军参加两回合附加赛进行争夺。自2005-06赛季起，分区冠军有资格重新直接升级。在作为第四级赛事的14年时间里，联赛规模有时会是两个赛区的各16支球队或各18支球队。基于多支球队从地区联赛降级的过渡原因，有时还会出现19支球队。
继新增德国足球丙级联赛和地区联赛扩大为3个赛区后，东北高级联赛自2008-09赛季起进一步滑落至第五级赛事。在作为第四级的最后一个赛季（即2007-08赛季）中，每个赛区的前三名球队均可直接升入扩容后的地区联赛。而南、北两区的第四名则需参加一项附加赛以争夺第7个也是最后一个升级名额。只有各自赛区积分榜最末的球队会降入协会联赛。
| 赛季     | 北区                                         | 南区                                    |
| -------- | -------------------------------------------- | --------------------------------------- |
| 升级     |                                              |                                         |
| 1994-95  | 费尔滕                                       | 北豪森勇敢                              |
| 1995-96  | 夏洛滕堡                                     | 普劳恩                                  |
| 1996-97  | 巴贝尔斯贝格03、 汉莎罗斯托克二队            | 马格德堡                                |
| 1997-98  | 柏林克罗地亚                                 | 德累斯顿                                |
| 1998-99  | 柏林赫塔二队、 柏林普鲁士网球二队            | 哈勒1896                                |
| 分区冠军 |                                              |                                         |
| 1999-00  | 汉莎罗斯托克二队 *                           | 霍耶斯韦达                              |
| 2000-01  | 柏林迪纳摩                                   | 马格德堡                                |
| 2001-02  | 柏林赫塔二队                                 | 德累斯顿迪纳摩                          |
| 2002-03  | 舍恩贝格95                                   | 萨克森莱比锡                            |
| 2003-04  | 柏林赫塔二队                                 | 普劳恩                                  |
| 2004-05  | 汉莎罗斯托克二队 *                           | 卡尔蔡司耶拿                            |
| 升级     |                                              |                                         |
| 2005-06  | 柏林联盟                                     | 马格德堡                                |
| 2006-07  | 巴贝尔斯贝格03                               | 科特布斯能源二队                        |
| 2007-08  | 柏林赫塔二队、 汉莎罗斯托克二队、 柏林土耳其 | 哈勒、 开姆尼茨、 普劳恩、 萨克森莱比锡 |

* 附加赛弃权，由后续球队替补出赛

### 自2008年起：第五级联赛
随着2008-09赛季实施联赛改革，东北高级联赛只能沦为第五级赛事。前一赛季共有7支球队升入地区联赛和2支球队降入协会或州级联赛，而北德足协范围内六个协会或州级联赛的冠军可直接升入东北高级联赛，这六个联赛的亚军则成对参加两回合主客场制附加赛，以确定另外3个升级名额。
自那时以来，两个赛区的冠军可以直接升入地区联赛。两个赛区排名最末的2支球队降级，因此共有6个空缺席位共六个协会联赛的冠军填补。如果有1支东北足协的球队从地区联赛降级，则东北高级联赛两个赛区的倒数第三名球队需要参加两场附加赛以产生另一个降级名额。若从地区联赛降级的球队达到2支，则高级联赛的2个倒数第三名球队均需降级，同时会相应增加升入地区联赛的名额。
| 年份    | 北区                                                    | 南区                                  |
| ------- | ------------------------------------------------------- | ------------------------------------- |
| 升级    |                                                         |                                       |
| 2008-09 | 柏林普鲁士网球                                          | 莫伊塞尔维茨                          |
| 2009-10 | 科特布斯能源二队                                        | RB莱比锡                              |
| 2010-11 | 柏林07                                                  | 日耳曼尼亚哈伯斯塔特                  |
| 2011-12 | 柏林联盟二队、 拉特诺光学、 诺伊斯特雷利茨 托尔格洛狮鹫 | 茨维考、 奥尔巴赫、 莱比锡火车头      |
| 2012-13 | 柏林维多利亚                                            | 北豪森勇敢                            |
| 2013-14 | 柏林迪纳摩                                              | 布迪萨包岑                            |
| 2014-15 | 拉特诺光学、 舍恩贝格95、 卢肯瓦尔德63                  | RB莱比锡二队、 上卢萨蒂亚诺伊格斯多夫 |
| 2015-16 | 菲尔斯滕瓦尔德联盟                                      | 莱比锡火车头                          |